# زولتان اوپاتا
زولتان اوپاتا (مجاری: Zoltán Opata; ۲۴ سپتامبر ۱۹۰۰ – ۱۹ مهٔ ۱۹۸۲) بازیکن و مربی فوتبال اهل مجارستان بود.
از باشگاه‌هایی که در آن بازی کرده‌است می‌توان به باشگاه فوتبال ام‌تی‌کی بوداپست، باشگاه فوتبال لیل، و باشگاه فوتبال راسینگ فرانسه اشاره کرد.
وی همچنین در تیم ملی فوتبال مجارستان بازی کرده‌است.